# Oligia anomalata
Oligia anomalata är en fjärilsart som beskrevs av Emilio Berio 1976-1977. Oligia anomalata ingår i släktet Oligia och familjen nattflyn. Inga underarter finns listade i Catalogue of Life.